# 5-cm-KwK 39
Die 5-cm-KwK 39 war eine Kampfwagenkanone mit der Kaliberlänge L/60, die während des Zweiten Weltkrieges ab 1941 überwiegend als Hauptbewaffnung im Panzerkampfwagen III und später auch im Panzerspähwagen Sd.Kfz. 234/2 zum Einsatz kam.

## Geschichte

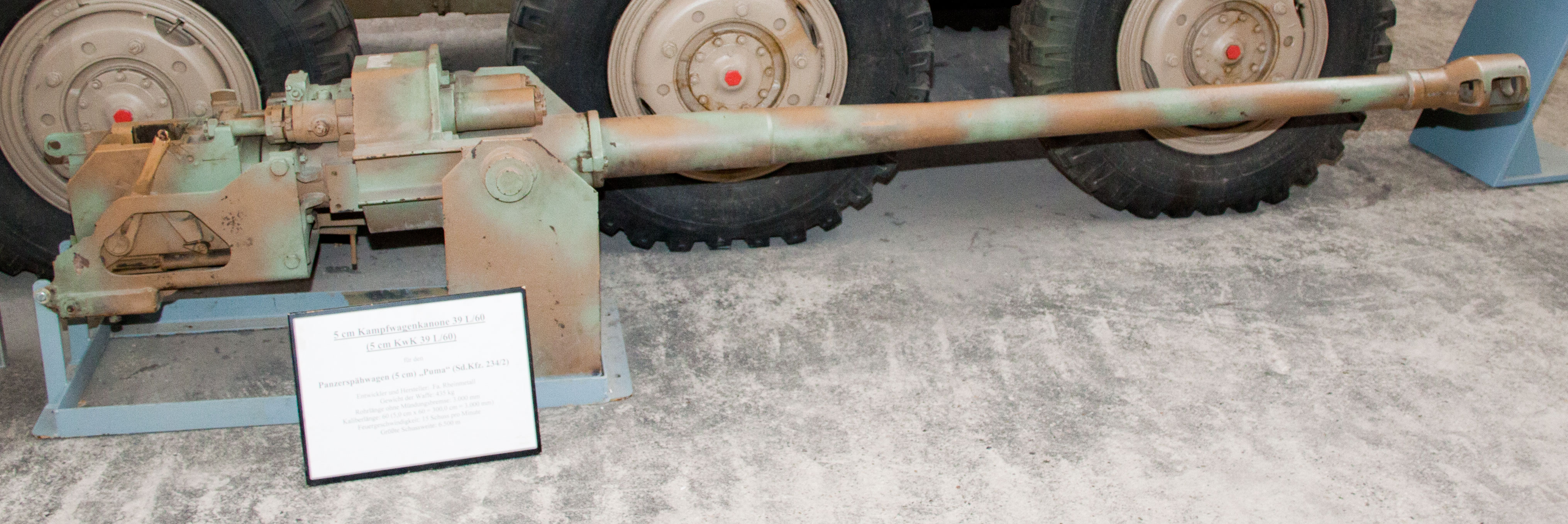
5-cm-KwK 39/1 mit Mündungsbremse eines Panzerspähwagen Sd.Kfz. 234

Die Entwicklung der 5-cm-KwK 39 war eine direkte Reaktion auf die Durchschlagsschwäche der im Panzer III von der Ausf. G bis zur frühen Ausf. J verbauten 5-cm-KwK L/42, die sowohl in Nordafrika als auch in der Sowjetunion nur bei leichteren, feindlichen Panzern auf einigermaßen sichere Distanz erfolgreich war. Um die Kampfkraft des Panzerkampfwagen III zu erhalten, musste eine leistungsfähigere Waffe geschaffen werden.

## Entwicklung
Bei der Entwicklung dieser Kampfwagenkanone wurde auf wesentliche Teile der 5-cm-Panzerabwehrkanone PaK 38 zurückgegriffen.
Zum einen wurde durch ein deutlich längeres Rohr eine höhere Mündungsgeschwindigkeit erreicht. Noch wichtiger war jedoch die größere Treibladung, welche durch eine andere Patrone, die bei gleichbleibendem Geschoss einen größeren Ladungsraum hatte, erzielt wurde. So war die Hülse – statt zuvor 289 mm bei der kürzeren Waffe – nun 420 mm lang. Unverändert blieben gegenüber der 5-cm-KwK L/42 das Bodenstück, der Verschluss und die Spannschraube. Wegen der größeren Patrone mussten Abweiser und Hülsensack verlängert werden. Die für die Waffe maßgebliche Dienstvorschrift war D 396.
Als 5-cm-Kampfwagenkanone 39/1 L/60 wurde die Waffe mit kleinen Änderungen für den geplanten Aufklärungspanzer „Leopard“ weiterentwickelt. Es folgte der Einbau in den Pz.Kpfw. III Ausf. L und mit weiteren Änderungen der Einbau in den erfolgreichen Panzerspähwagen Sd.Kfz. 234/2.

## Einsatz
Im Panzer III Ausf. L verbaut erwarb sich die Waffe in Nordafrika, von den Briten als „Mk. III special“ bezeichnet, einigen Respekt durch den Kampf gegen die britischen Cruiser Tanks, aber auch die amerikanischen Panzer vom Typ M3 Stuart.
Auf dem östlichen Kriegsschauplatz war diese jedoch gegen die gut gepanzerten T-34- und KW-1-Panzer nur eine geringe Verbesserung für die Panzertruppe. Hier war angesichts der geringen Masse der Geschosse einer 5-cm-Kanone nur der Einsatz der in begrenzter Menge verfügbaren Panzergranatpatrone 40 hilfreich.

## Weiterentwicklungen
Auf Basis der KwK 39 wurden die folgenden Waffen entwickelt.
- 5-cm-Flak 41, Flugabwehrkanone
- 5-cm-BK, Bordkanone der Me 410A-1/U4 und Junkers Ju 88P-4, modifiziert als MK 214 für die Me 262A-1a/U4
- 5-cm-KwK in Sockellafette I

## Munitionsarten
Mittlere Durchschlagskraft gegen homogene, gewalzte Panzerstahlplatten bei einem Auftreffwinkel von 30° zur Vertikalen des Panzerfahrzeugs.
| Munition    | Projektilgewicht | Mündungs- geschwindigkeit ({\displaystyle v_{0}}) | Durchschlagskraft nach … | Durchschlagskraft nach … | Durchschlagskraft nach … | Durchschlagskraft nach … | Durchschlagskraft nach … |
| Munition    | Projektilgewicht | Mündungs- geschwindigkeit ({\displaystyle v_{0}}) | 100 m                    | 500 m                    | 1000 m                   | 1500 m                   | 2000 m                   |
| ----------- | ---------------- | ------------------------------------------------- | ------------------------ | ------------------------ | ------------------------ | ------------------------ | ------------------------ |
| PzGr. 39    | 2,060 kg         | 835 m/s                                           | 69 mm                    | 59 mm                    | 48 mm                    | 37 mm                    | –                        |
| PzGr. 40    | 0,900 kg         | 1,180 m/s                                         | 130 mm                   | 72 mm                    | 38 mm                    | –                        | –                        |
| PzGr. 40/41 | 1,060 kg         | 1,130 m/s                                         | 116 mm                   | 76 mm                    | –                        | –                        | –                        |

5 cm Sprenggranat-Patrone 38, kurzSprgr.Patr.38 (hochexplosives Splittersprenggeschoss)
- Projektilmasse: 1,82 kg
- Mündungsgeschwindigkeit: 550 m/s

## Trägerplattformen
- Panzerkampfwagen III (Sd.Kfz. 141/1) Ausf. J/L bis M (Serienausrüstung)[1] Unterschiedliche frühere Modelle wurden mit dieser Kanone aufgerüstet.
- Panzerspähwagen Sd.Kfz. 234/2